# De Hopsa's
Tom Poes en de Hopsa's (in boekuitgaven/spraakgebruik verkort tot De Hopsa's) is een verhaal uit de Bommelsaga, geschreven en getekend door Marten Toonder. Het verhaal verscheen voor het eerst op 22 augustus 1974 en liep tot 20 november van dat jaar. Thema: De slag om het paradijs.

## Samenvatting
Heer Ollie en Tom Poes zijn op vakantie naar het oosten in De Zwarte Bergen beland. Heer Bommel wilde naar het zonnige zuiden en nu worden ze geteisterd door regen en bovendien raakt de Oude Schicht te water, waardoor de meegebrachte picknickwaren oneetbaar zijn geworden. Wanneer heer Ollie de mand van zich afwerpt raakt hij de zwerver Zadkiel, die de etenswaren maar al te graag tot zich neemt en de twee vrienden, via zijn toegangskuil, een dal in wijst waar altijd de zon schijnt en waar de Hopsa's wonen, wier levensmotto is 'eten, drinken en vrolijk zijn'. Dit wordt veroorzaakt door het lokale rivierwater, dat een bijzondere samenstelling heeft.
Het bevalt heer Ollie hier zo goed dat hij zijn geluk wil delen met zijn vrienden van de Kleine Club, maar wanneer hij burgemeester Dickerdack opbelt blijkt die net bezoek te hebben van secretaris-generaal Steenbreek van de Oliehandelsmaatschappij en die raakt geïnteresseerd in het gebied. Enige dagen later komt Steenbreek terug met zijn baas AWS, en beveiliger Gor. Nadat beveiliger Gor abusievelijk heer Bommel heeft neergeslagen, schakelt Tom Poes vanuit een boom Gor uit met een dode maar zware tak. Heer Bommel slaat Steenbreek en AWS buiten westen. Het drietal wordt gebonden met klimplanten en zo omhoog de kuil uit gewerkt.  Tom Poes denkt dat dit land niet kan blijven bestaan nu zijn vriend er de buitenwereld bij heeft gehaald.
Terug in Rommeldam eist heer Steenbreek een ontginningsvergunning voor het gebied van burgemeester Dickerdack. De volgende morgen rijden commissaris Bulle Bas en ambtenaar Dorknoper naar het gebied in een politiejeep. Dorknoper uit onderweg zijn kadastrale bezwaren. Bulle Bas waarschuwt zoals gebruikelijk de kasteelheer, maar de stemming slaat om na het drinken van het water. Heer Bommel en Bulle Bas gaan naast elkaar onder een kastanje liggen. Tom Poes en de ambtenaar gaan op zoek naar de bron, hetgeen van belang is voor de kadastrale indeling. In de bron treffen ze zwemmende Hopsa's aan, die zeggen daar te moeten zwemmen.
De volgende ochtend filosofeert heer Bommel over de komst van zijn buurvrouw. Tom Poes maakt hem opmerkzaam op de afwezigheid van de Hopsa's. Die zijn bij de bron die met een plastic slang wordt leeggezogen in een tankwagen, die hoog boven op de rotsen blijkt te staan. Ondanks protesten van de Hopsa's springt heer Bommel in de bron en maakt persoonlijk een eind aan het opzuigen. Tom Poes raadt zijn gekwetste vriend aan wat water te drinken om vrolijk te worden. Het water is echter gewoon water geworden. Alle Hopsa's worden opgetrommeld om in de bron te gaan baden. Heer Bommel besluit om de Oude Schicht op te gaan halen en naar de stad te rijden.
Op het gemeentehuis klaagt Steenbreek bij de burgemeester dat het Hopsa-water gewoon water is geworden. Hij verdenkt OBB. Hij is er slechts ingesprongen om de slang eruit te trekken. AWS ondervraagt zijn secretaris Steenbreek.
Heer Ollie komt in een café de opgetogen commissaris Bulle Bas en ambtenaar eerste klasse Dorknoper tegen, maar raakt ook in contact met Super en Hieper die hem het geheim van de vallei ontfutselen. Ze gaan busreizen organiseren. 
De gevolgen blijven niet uit: afval en vernielingen in de natuur. De meute loopt over de protesterende kasteelheer heen. Terug in Rommeldam komt heer Bommel in het café te weten dat Super wil gaan jagen op de Hopsa's met windbuksen. De protesterende kasteelheer wordt naar buiten getrapt. Hoewel commissaris Bulle Bas hem deze keer goed gezind is, kan hij niets doen; de vallei valt buiten haar jurisdictie. In zijn wanhoop wendt heer Bommel zich tot heer Steenbreek. Die bericht dat het gebied inmiddels valt onder de Olieordedienst. Super Travels is niet langer welkom.
Tom Poes en professor Prlwytzkofsky wisselen kennis uit over de vallei en het water. De door de professor gevonden 'dierlijke afscheiding' in het water wordt door Tom Poes geduid als zwemmende Hopsa's. Tom Poes rijdt met heer Bommel terug naar de vallei. In de vallei is eerst alles weer als vanouds. Dan meldt heer Steenbreek zich met de Olieordedienst onder leiding van hopman Knoeper en wachtmeester Oplaweit. Tom Poes tracht heer Steenbreek op de hoogte brengen van het nut van de hopsa's, maar wordt weggejaagd. 
Commissaris Bulle Bas heeft toch een zwak plekje in zijn hart voor de vallei opgebouwd. Hij rijdt met zijn politiejeep achter een bus van Super Travels aan. Jachtgeweren en papieren zou hij kunnen gaan controleren. Hij pikt vlak voor de vallei Tom Poes op en samen zien ze de uiteengeslagen toeristen door de Olieordedienst. Super en Hieper rijden weg met hun autobus met achterlating van de toeristen. Intussen vragen Bulle Bas en Tom Poes zich af wat de juridische status van de Olieordedienst is. In de vallei wordt heer Bommel opgepakt door wachtmeester Oplaweit. Hij ontsnapt en verbergt zich tussen de rotsen. De hopsa's worden in zakken gevangen en afgevoerd. Bulle Bas dwingt intussen secretaris Steenbreek zijn hoofdkwartier te bellen, omdat de gemeente Rommeldam immers geen zeggenschap heeft.
In het hoofdkwartier wil AWS tegelijkertijd onmiddellijk "knoeier" Steenbreek aan de telefoon. AWS heeft het rapport van de professor tot zich genomen. Hij draagt telefonisch op aan Steenbreek om alle verantwoordelijkheid op zich te nemen. AWS weet van niets. AWS vreest buitenlandse mogelijkheden die de oliekraan dicht kunnen draaien.
Heer Bommel ziet de ordedienst vertrekken. Hij denkt dat alles voorbij is, maar weet onderweg nog wel de Hopsa's uit hun zakken te bevrijden. Heer Bommel vertrekt uit de vallei via de kuil en komt oog in oog met de secretaris en de hopman, die juist overleg pleegden over het nemen van gijzelaars om hun positie te versterken. Echter, de orders van AWS waren heel duidelijk: "Weg wezen!". Heer Bommel is bang van het tweetal en laat zijn pijp vallen op vaten buskruit in de toegangskuil, die de ordedienst daar had achtergelaten. Heer Steenbreek beseft dat hij verslagen is door de orders van AWS en het ragfijne spel van OBB, die terloops de toegang tot de vallei opblaast.
Bulle Bas en Tom Poes kijken van een afstand toe en zien twee pantserwagens zuidwaarts rijden te midden van ontploffingen. Ze denken dat de ordedienst de toegang heeft opgeblazen. De geslagen figuur van heer Bommel komt tevoorschijn.
Op het afsluitend maal met Tom Poes en de commissaris komt heer Bommel tot de slotsom dat het land van eten, drinken en vrolijk zijn beschermd moest worden. Daarom heeft hij de toegang vernietigd, hoewel het niet eens op de kaart stond. De commissaris vindt het knap werk. Maar Tom Poes is er nog niet gerust op.
De Oliehandelmaatschappij had echter geen belang meer en zwerver Zwadkiel vond het genoeg om naar de afgesloten plaats te kijken in de regen.

## Voetnoot
1. ↑   Van 24 juli tot 22 augustus verscheen er geen strip.
2. ↑   https://www.delpher.nl/nl/kranten 73 strips in de Amigoe di Curacao https://resolver.kb.nl/resolve?urn=ddd:010461190:mpeg21:a0076. Gearchiveerd op 27 mei 2023.
3. ↑   Heer Bommel zette bergafwaarts de auto in zijn vrij
4. ↑   Vrolijke dwergjes met ongeveer de helft van het formaat van Tom Poes.

## Hoorspel
- De Hopsa's in het Bommelhoorspel